# 盖尔斯塔尔
盖尔斯塔尔是德国巴伐利亚州的一个市镇。总面积22.37平方公里，总人口2196人，其中男性1089人，女性1107人（2011年12月31日），人口密度98人/平方公里。